# دانشگاه کانادایی الاهرام
دانشگاه کانادایی الاهرام (عربی: جامعة الاهرام الكندية) یک دانشگاه خصوصی واقع در شهر ششم اکتبر در مصر است. این دانشگاه توسط روزنامه الأهرام که یک روزنامه مصری است بنیان‌گذاری شد. این دانشگاه دارای توانمندی‌هایی در زمینه‌های داروشناسی، مدارس بازرگانی و تکنولوژی اطلاعات و کامپیوتر، کلان اطلاعات، مهندسی و همچنین بهداشت دهان و دندان می‌باشد. این دانشگاه مدیریت مراکز ویژه‌ای مانند؛ مرکز فضیلت، مرکز آموزشی پزشکی دهان و دندان، مرکز آموزشهای رسانه‌ای، مرکز آموزش و پژوهش مدیریت و اقتصاد، مرکز مشاوره اطلاعات و تکنولوژی و مرکز مشاوره خدمات دارویی در اختیار دارد.